# 林奇堡一百五十周年半美元
林奇堡一百五十周年半美元（英語：Lynchburg Sesquicentennial half dollar）是美国铸币局1936年生产的50美分纪念币，旨在纪念弗吉尼亚州独立市林奇堡成立一百五十周年。硬币由查尔斯·凯克设计，正面是曾担任美国财政部长和联邦参议员的林奇堡居民卡特·格拉斯，背面是自由女神和林奇堡多个历史地标建筑，包括林奇堡法院和联盟国纪念碑。
格拉斯在国会递交的授权法案顺利通过，美国美术委员会提议硬币上采用林奇堡创始人约翰·林奇的肖像，但林奇没有确知肖像存世。林奇堡一百五十周年协会最后决定不顾本人强烈反对采用格拉斯的肖像，后者因此成为历史上第三个出现在美国硬币上的在世人物，也是唯一单独出现的在世人物。
1936年夏末面世后，纪念币以一美元单价发行，销售行情良好。部分半美元特意保留到十月的一百五十周年庆典上销售，最终全部卖出，大部分买家是当地居民。硬币此后逐渐升值，如今视成色而定，价值在225至365美元范围。

## 背景
1786年，弗吉尼亚州议会首度承认殖民定居点林奇堡；1852年，该定居点正式注册成市。1936年，林奇堡一百五十周年协会希望发行纪念币，庆祝州议会承认定居点一百五十周年。此时纪念币尚不经政府销售，而是国会授权某个组织独家拥有以面值从美国铸币局买下硬币，然后自行决定是否加价向公众转售的权力。以林奇堡半美元为例，获国会授权的组织就是林奇堡一百五十周年协会。
1936年，美国纪念币市场呈现井喷，价格急剧上涨。国会这年共授权发行十五种纪念币，还应发行团体要求重新授权多款过去发行的币种。包括辛辛那提音乐中心半美元在内的部分新币被内部人士主控，发行目的纯为追求私利。相比之下，林奇堡半美元的发行获利均用于周年庆典活动，发行目的也是纪念城市历史，提升居民自豪感。南北战争期间，林奇堡是南方邦联的后勤中心，1864年北军试图夺取城池，但被南军将领具伯·尔利击退。卡特·格拉斯（Carter Glass）于1858年生于林奇堡，先后担任联邦众议员、美国财政部长和联邦参议员，1936年时，正担任参议员的格拉斯就住在林奇堡。

## 立法
1936年4月8日，格拉斯向联邦参议院递交法案，建议发行林奇堡一百五十周年半美元，法案随后转银行和货币委员会审核。4月22日，科罗拉多州议员阿尔瓦·布兰查德·亚当斯（Alva B. Adams）向参议院回报建议通过法案。委员会报告指出，法案已包含多项委员会倡导的规定，防止过去纪念币发行过程中出现的一些不良现象，这些规定包括：所有纪念币只能在一家铸币分局生产且单次发行量不少于五千；只有一种设计方案；在法案颁布后一年内生产；无论何时铸造，所有硬币所标年份均为1936。
4月24日，亚当斯提议参议院审议法案，并建议把授权发行量从一万增至两万枚。法案和增加数量的修正条款均顺利通过，没有议员提出问题或异议。接下来法案送至众议院，由弗吉尼亚州众议员克利夫顿·亚历山大·伍德鲁姆（Clifton A. Woodrum）呈请议会审核。宾夕法尼亚州共和党议员罗伯特·弗莱明·里奇（Robert F. Rich）经过长时间演说后表示“这或许是本届国会审议的第三十道同类法案。我只想提醒议会各同仁，这肯定是民主党人大搞通货膨胀的开始。”发言引来笑声和掌声，随后法案无人反对顺利通过。1936年5月28日，经富兰克林·德拉诺·罗斯福总统签字，授权发行两万枚林奇堡一百五十周年半美元的法案成为法律正式生效。

## 准备

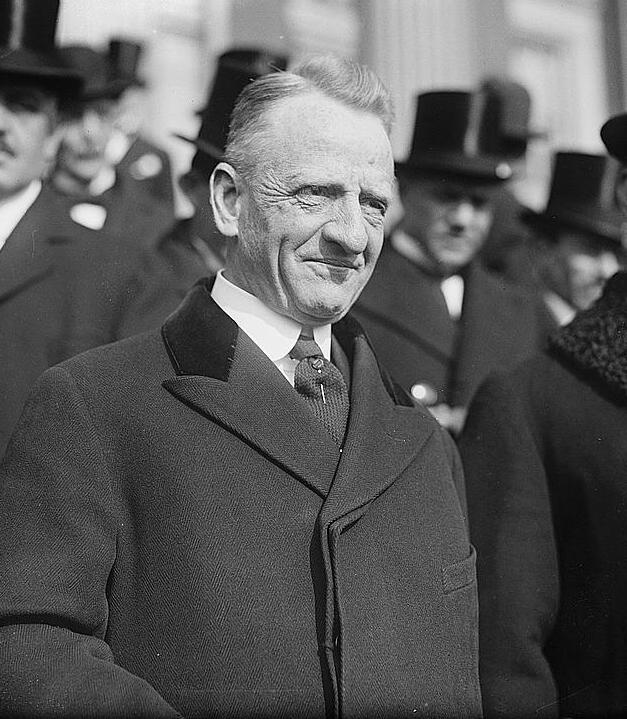
卡特·格拉斯

授权法案在国会通过后，林奇堡一百五十周年协会书记员弗雷德·麦克韦恩（Fred McWane）于1936年5月25日致信美国美术委员会主席查尔斯·摩尔。根据沃伦·盖玛利尔·哈定总统1921年签署的行政命令，该组织负责为包括硬币在内的各种公共美术品提供设计建议。摩尔于26日回信，提议半美元正面采用林奇堡创始人约翰·林奇（John Lynch）的肖像。麦克韦恩在次日回信表示，约翰·林奇没有确知画像存世，一百五十周年协会正考虑其他方案。信中还提议背面采用林奇堡的纪念露台，这里也是人们乘火车抵达时第一眼就能看到的地方。
6月3日，麦克韦恩在写给摩尔的信中表示，一百五十周年协会正考虑聘请雕塑家查尔斯·凯克（Charles Keck）或约翰·大卫·布钦（John David Brcin）完成设计，摩尔的回信对两人赞颂有加，但觉得凯克更优秀。1915年巴拿马－太平洋一美元金质纪念币和1927年佛蒙特州一百五十周年半美元都是凯克的作品。一百五十周年协会接受建议，麦克韦恩于7月1日告知摩尔协会已聘请凯克，而且决定在半美元正面采用格拉斯参议员的肖像。
格拉斯对此提出抗议，但却无济于事。他致电费城铸币局，希望会有法律规定像他这样的在世人物肖像不能出现在硬币上，但铸币局回复称无此规定。格拉斯对此表示：“我曾希望能有什么办法逃得掉。”据唐·塔克西（Don Taxay）的美国纪念币主题著作记载，格拉斯“虽然是林奇堡最有影响的人，也是一百五十周年协会名誉主席，但他却只能绝望地发现大多数人投票时都站在自己的对立面”。7月28日，铸币局助理局长玛丽·玛格丽特·奥赖利把凯克的石膏模型转交美术委员会，委员会于次日批准。摩尔在31日致信格拉斯，称参议员在硬币上的形象“无论朋友还是后人都会认可”。接下来，石膏模型送至纽约奖章用品公司（Medallic Art Company）缩制成硬币大小的出币毂。

## 设计

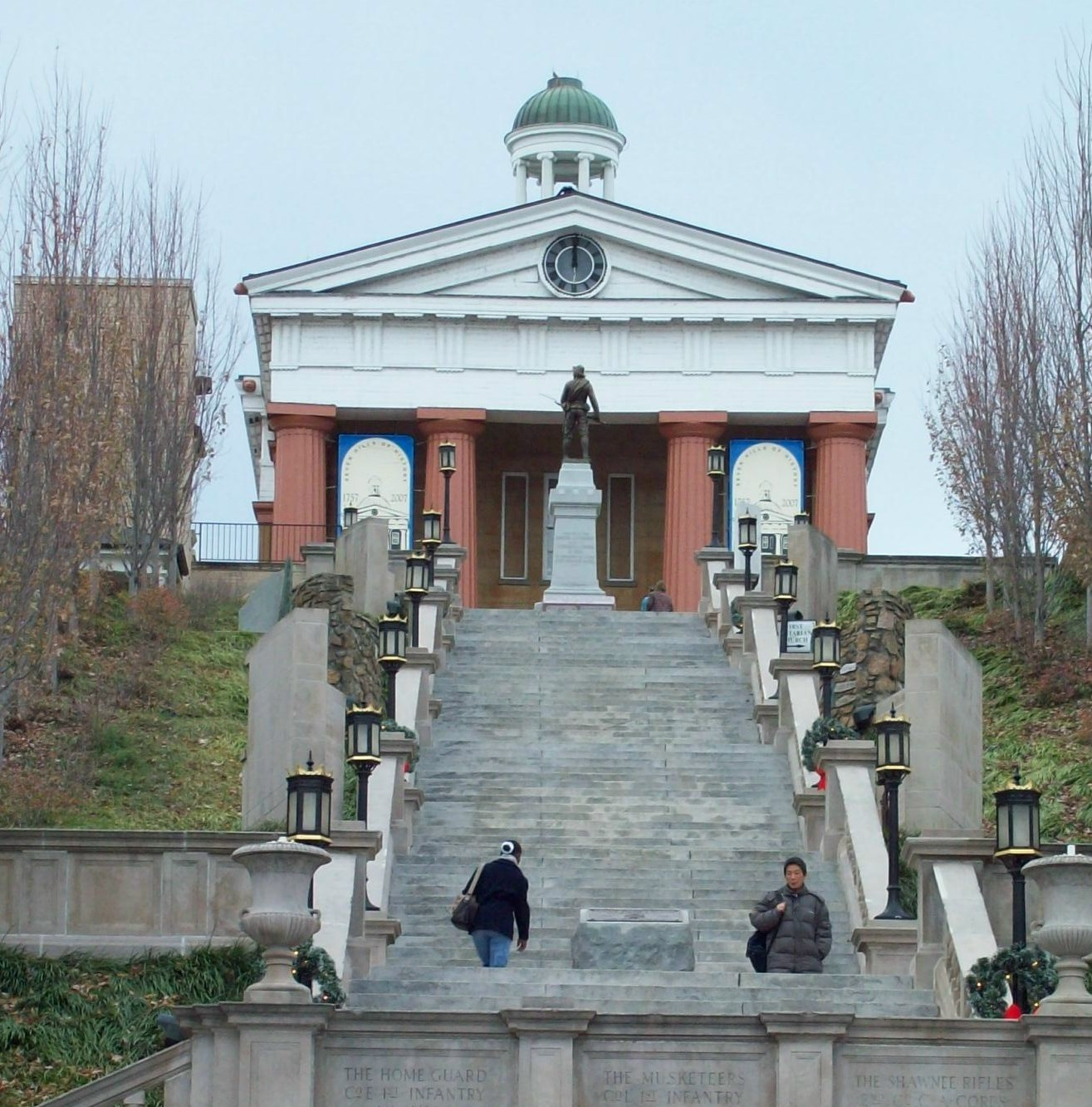
半美元背面刻有林奇堡法院、联盟国纪念碑和纪念露台

纪念币正面是卡特·格拉斯参议员的半身像，成为历史上第三种刻有在世人物肖像的美国硬币。1921年的阿拉巴马州百年纪念半美元正面是该州当时的州长托马斯·基尔比（Thomas Kilby）和已故首任州长威廉·怀亚特·比布；1926年的美国150周年纪念币正面是在任总统卡尔文·柯立芝和已故首任总统乔治·华盛顿；相比之下，林奇堡半美元正面只有格拉斯一人，这在美国钱币史上尚属首次。此外，格拉斯担任财政部长期间还成为签名出现在美国货币上的第一人。入主财政部期间，他就熟知美国硬币通常不采用在世人物肖像的传统。值得庆幸的是，这款纪念币并未因此引来批评，评论认为他当之无愧。
半美元背面主体是伸出手臂表示欢迎的自由女神，远方的背景包括林奇堡法院和部分纪念露台，法院前方是联盟国纪念碑。安东尼·斯沃泰克（Anthony Swiatek）2012年的纪念币主题著作声称，“美利坚联盟国在这枚硬币上特别突出”。林奇堡这座纪念碑于1900年揭幕，同美国境内其他联盟国纪念碑一样存在争议，反对者认为应该把这类纪念物推倒，但截至2017年，该纪念碑依然屹立。
美术史学家科尼利厄斯·弗缪尔（Cornelius Vermeule）在1971年出版的美国钱币和奖章主题著作中认为，凯克将多种保守主义元素相融合的做法很成功，但还不至于让人惊艳。在他看来，背面位于林奇堡地标建筑前方的自由女神像是希腊罗马人，甚至更像罗马帝国人。弗缪尔还指出，凯克曾是奥古斯都·圣高登斯（Augustus Saint-Gaudens）的学生，但从半美元背面那些很细的字母线条来看，设计方案受美国铸币局首席雕刻师查尔斯·爱德华·巴伯（1880至1917年任职）和[[乔治·托马斯·摩根（ ，1917于1925年任职）影响更大。此外，弗缪尔还把凯克为这款半美元设计的自由女神同两位首席雕刻师创作的多种奖章（包括为美国化验委员会设计的奖章）相提并论，称凯克“在林奇堡一百五十周年半美元中体现的风格，是对巴伯和摩根永恒时尚的回忆。

## 铸造、销售和收藏
1936年9月，费城铸币局出产两万零13枚林奇堡半美元，其中13枚留待来年化验委员会的年度检测。新币面世时，美国纪念币市场价格正逢井喷，一百五十周年协会直接以一美元单价发售。纪念币每人限购十枚，但如有适合的书面解释可以取消限制。消费者可以提前下单，美国钱币协会杂志《钱币学家》1936年8月登出一百五十周年协会的声明，称已收到两千枚纪念币的订单。售出1.5万枚后，一百五十周年协会将余下的纪念币为当地居民保留起来。9月2日，麦克韦恩在写给州外某潜在买家的信中称半美元已售罄。9月21日，纪念币正式开售，另有部分保留下来在10月12至16日林奇堡举行的一百五十周年庆典活动上销售，这些硬币活动期间全部售出，大部分买家是当地居民。
林奇堡半美元买家众多并且没有囤积情况，之后逐渐升值。到1940年时，成色达到未流通标准的价值两美元，1970年则已涨至40美元，1980年纪念币热潮席卷美国期间一度升至550美元，但到了1985年又回落至375美元。根据理查德·约曼（Richard S. Yeoman）2018年版豪华版的《美国钱币指南手册》（A Guide Book of United States Coins），如今这款纪念币视成色而定，价值在225至365美元范围。2008年，一枚成色根据谢尔顿硬币分级标准判定基本完美的样币以4830美元成交。

## 脚注
1. ↑  Taxay，第212頁.
2. ↑  Slabaugh，第3–5頁.
3. 1 2  Flynn，第355頁.
4. ↑  Bowers，第12–13頁.
5. 1 2  Flynn，第118頁.
6. 1 2  Swiatek & Breen，第144頁.
7. ↑  Slabaugh，第124–25頁.
8. ↑  profile.
9. ↑  senatecommitteepass.
10. ↑  senatepass.
11. ↑  rich.
12. 1 2  Taxay，第211頁.
13. ↑  Taxay，第v–vi頁.
14. ↑  Taxay，第212, 214頁.
15. 1 2 3  Taxay，第214頁.
16. ↑  Bowers，第376頁.
17. ↑  Swiatek，第351頁.
18. ↑  Taxay，第216頁.
19. ↑  Bullowa，第149頁.
20. ↑  Swiatek，第251–52頁.
21. ↑  Bullowa，第150頁.
22. ↑  Slabaugh，第24頁.
23. ↑  Swiatek，第352頁.
24. ↑  nationalgeographic.com.
25. ↑  Bloomberg.
26. ↑  NPR.
27. ↑  WNYC News.
28. ↑  wsls.
29. 1 2  Vermeule，第196頁.
30. ↑  Vermeule，第196–97頁.
31. 1 2  Bowers，第26, 376頁.
32. ↑  Numismatist193608.
33. ↑  Numismatist193610.
34. ↑  Swiatek，第352, 354頁.
35. ↑  Swiatek & Breen，第376頁.
36. ↑  Bowers，第376–77頁.
37. ↑  Yeoman，第1086頁.